# Potamogeton amplifolius
Potamogeton amplifolius es una especie de la familia de la espiga o lila agua (Potamogetonaceae), dentro del orden Alismatales en lo que comúnmente llamamos grupo de las monocotiledóneas, aunque hoy en día se agrupan dentro del grupo Liliopsida. El nombre del género Potamogeton se deriva del  griego “potamos” (río) y “geton” (vecindario o cercanía), haciendo referencia al hábitat de estas plantas, la especie, P. amplifolius, se refiere a la forma de sus hojas.

## Clasificación y descripción
Planta perteneciente la familia Potamogetonaceae. Planta acuática, herbácea, enraizada, emergente; rizomas presentes; hojas flotantes y sumergidas presentes, a veces las flotantes pueden estar ausentes hojas sumergidas de más de 1 cm de ancho, hojas sumergidas con el margen crenado; inflorescencia no ramificada, emergente, pedúnculos no dimórficos, terminales o axilares, erectos; frutos sésiles, de colo café rojizo, ovoides, turgentes, quillados abaxialmente, con crestas laterales, con un pico erecto.

## Distribución
Se distribuye desde Estados Unidos de América y México; en México solo se ha registrado una vez en el estado de Michoacán en una población pequeña.

## Ambiente
Habita en lagos de agua dulce a más de 2000 m de altitud.

## Estado de conservación
En México se cataloga bajo “En Peligro” en la NOM-059-SEMARNAT-2010; pero está catalogada como menor preocupación la IUCN.